# Wielka wygrana
Wielka wygrana (fr. La Belle Équipe) – francuski dramat opowiadający historię kilku bezrobotnych przyjaciół, którzy postanawiają założyć wspólnie hotelową spółdzielnię. Wszystko dobrze się układa do czasu pojawienia się dziewczyny o imieniu Gina.